# Kikujiro
Kikujiro is de officiële internationale titel voor Kikujirō no Natsu (菊次郎の夏, letterlijk: de zomer van Kikujirō), een Japanse film uit 1999, geregisseerd door Takeshi Kitano. De film werd voor het eerst getoond op het filmfestival van Cannes in 1999. De filmmuziek werd gecomponeerd door Joe Hisaishi.
Kikujiro vertelt het verhaal over een jongetje dat tijdens zijn zomervakantie op zoek gaat naar zijn moeder. Kitano's inspiratie voor het personage was zijn eigen vader, Kikujiro Kitano, een gokker die zijn gezin moeilijk kon onderhouden.

## Rolverdeling
| Acteur           | Personage        |
| ---------------- | ---------------- |
| Takeshi Kitano   | Kikujiro         |
| Yusuke Sekiguchi | Masao            |
| Kayoko Kishimoto | Kikujiro's vrouw |
| Yuko Daike       | Masao's moeder   |
| Kazuko Yoshiyuki | Masao's oma      |
| Rakkyo Ide       | Motorrijder      |

## Soundtrack
1. "Summer" 6:26
2. "Going Out" 1:17
3. "Mad Summer" 2:55
4. "Night Mare" 1:49
5. "Kindness" 1:57
6. "The Rain" 5:38
7. "Real Eyes" 3:16
8. "Angel Bell" 3:12
9. "Two Hearts" 2:01
10. "Mother" 2:13
11. "River Side" 6:13
12. "Summer Road" 3:08